# 河北尚広
河北 尚広（かわきた なおひろ、1980年7月10日 - ）は、日本の陸上競技選手。専門は400mハードル。自己ベストは2009年10月の新潟国体で記録した49秒04。

## 経歴
香川県高松市出身。高松市立龍雲中学校の時に陸上競技を始める。香川県立香川中央高等学校、筑波大学卒。RATTLE、石丸製麺に所属した後、2012年4月より香川県教職員。
2005年、日本陸上競技選手権大会400mハードルで3位入賞。翌2006年も連続で3位。
2006年9月、スーパー陸上400mハードルで2位入賞（日本人1位）。10月、九州石油ドームで行われた全日本実業団陸上で初優勝。12月9日、ドーハアジア大会の400mハードル予選を1位で突破すると、翌10日に行われた決勝では3位となり、銅メダルを獲得した。
2009年、日本選手権で3年ぶりに3位入賞。12月、香港で行われた東アジア大会で400mハードル、1600mリレーで2つの金メダルを獲得。
2010年、地元香川県丸亀市の香川県立丸亀競技場で開催された日本選手権で自己最高順位となる2位入賞。11月の広州アジア大会の決勝では4着でゴールしたが、先にゴールした成迫健児が失格となったため、2大会連続の銅メダルを獲得した。
2015年、日本選手権で8位入賞。